# Klaus Holzkamp

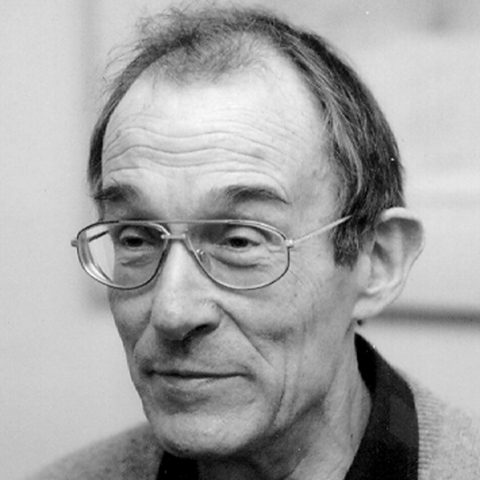
Klaus Holzkamp (1988?)

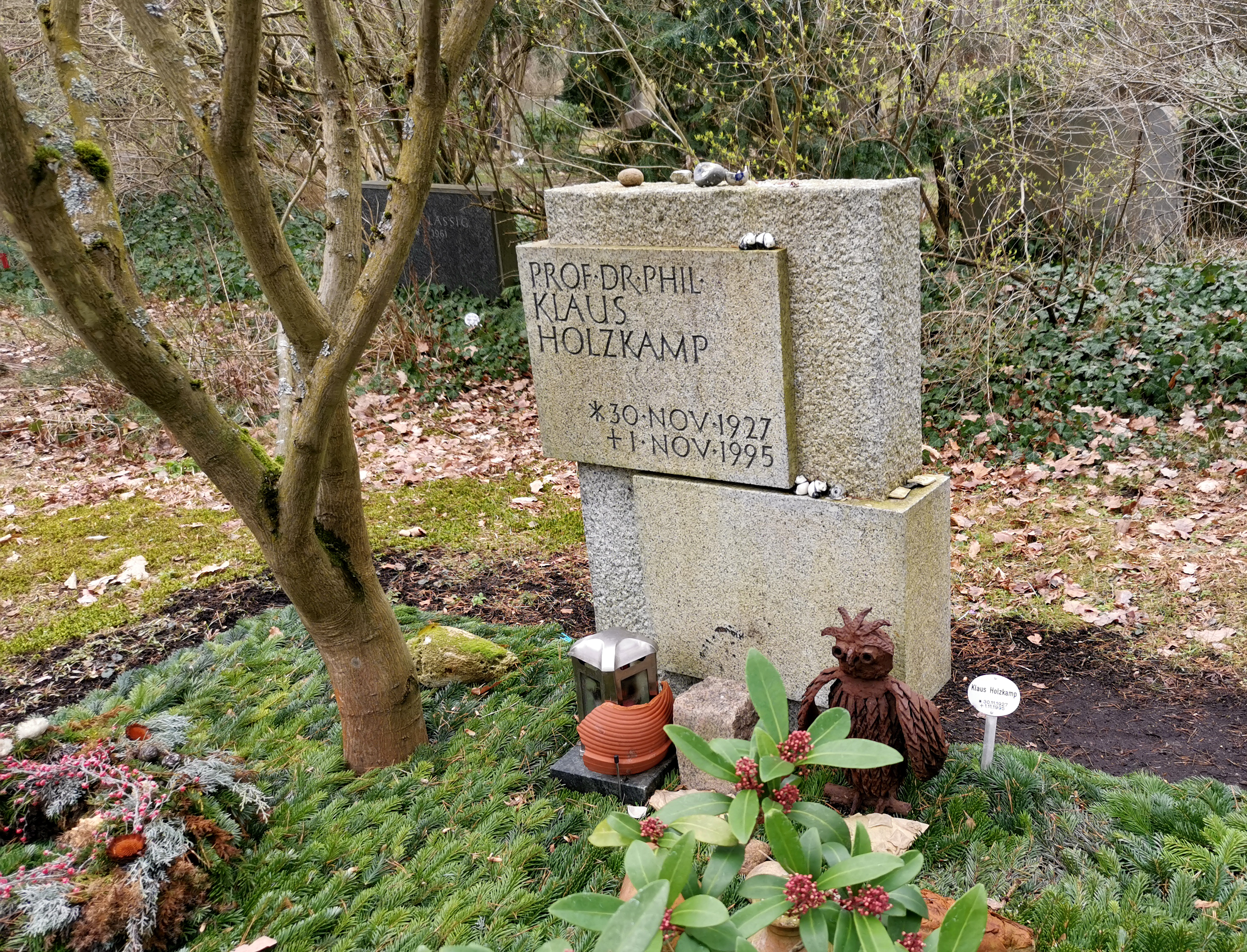
Grabstelle auf dem Waldfriedhof Zehlendorf in Berlin (Feld 10-423)

Klaus Holzkamp (* 30. November 1927 in Berlin; † 1. November 1995 ebenda) war ein deutscher Psychologe am Psychologischen Institut der Freien Universität Berlin im seinerzeit sogenannten Fachbereich I. Sein Lebenswerk war die Begründung der Kritischen Psychologie, die er in Zusammenarbeit mit anderen Professoren und Studenten ab dem Ende der 1960er Jahre in West-Berlin entwickelte.

## Akademischer Werdegang
Holzkamp arbeitete seit dem Sommersemester 1949 am Psychologischen Institut der FU, zunächst an theoretischen und experimentellen Untersuchungen zum Ausdrucksverstehen (Dissertation 1956). Nachdem er Mitte der 1950er Jahre ein Forschungsprojekt zu nationalen Vorurteilen abgeschlossen hatte, wandte er sich der Untersuchung von Prozessen sozialer Wahrnehmung (soziale Kognition) zu.
Schon zu dieser Zeit äußerte er sein Unbehagen gegenüber gewissen „Vagheiten“ in der herkömmlichen Psychologie, d. h. der mangelnden Aussagekraft psychologischer Experimente. 1964 erschien seine Habilitation Theorie und Experiment in der Psychologie, in der er auf Basis des Konstruktivismus die mangelnde Übereinstimmung von psychologischer Theorie und experimenteller Anordnung kritisierte. Er schlug einen Kriterienkatalog vor, durch dessen Befolgung die Beliebigkeit psychologischer Experimentier-Anordnungen reduziert und die Aussagekraft der einzelnen Experimente erhöht werden sollten.

## Privatleben
Er war in erster Ehe mit Christine Holzkamp, in zweiter Ehe mit Ute Osterkamp verheiratet.

## Ein Lehrender lernt
Die Kritische Psychologie verdankt ihre Entstehung den gesellschaftskritischen Impulsen der in Berlin besonders aktiven Studentenbewegung. Die hochschulpolitischen Auseinandersetzungen, die sich später zu der Studentenbewegung verdichteten, begannen an der FU Berlin bereits 1965, als ein Protest des Publizisten Erich Kuby durch den FU-Rektor verboten wurde. Die darauf folgenden studentischen Proteste engagierten sich anfangs vor allem für Redefreiheit und Demokratie. Sie vereinten sich jedoch schon 1966 mit Protesten gegen den Vietnamkrieg und gipfelten in einer sozialistisch gefärbten radikalen Kritik der westdeutschen Gesellschaft.
Diese Gesellschaftskritik geht mit einer Wissenschaftskritik einher, die Holzkamp und sein Werk stark prägt: Nach dem damals herrschenden liberalen Verständnis von Psychologie kenne die Psychologie keine Werturteile. Diese stünden außerhalb des Wissenschaftsprozesses, der zwar Erkenntnisse, aber keine gesellschaftlichen Ziele kenne. Die Studierenden wandten sich gegen dieses vermeintlich neutrale und unpolitische Wissenschaftsverständnis – seine Ausklammerung jeder Gesellschaftlichkeit führe dazu, dass die wissenschaftlichen Erkenntnisse jederzeit für soziale Kontrolle oder staatliche Unterdrückung missbraucht werden könnten. Ein solch instrumentelles Verständnis von Wissenschaft sei daher gefährlicher als eine „politisierte“ Wissenschaft, die Gesellschaftskritik mitdenken könne.
Diese aus der Kritischen Theorie und dem Positivismusstreit in der Soziologie entlehnten Argumentationen bestärkten Holzkamp in seiner eigenen Kritik an der hergebrachten Psychologie. Im Gegensatz zu seinen Kollegen, die den Studenten mit Verboten und Verurteilungen begegneten, ging er auf die Kritik der Studenten ein, beteiligte sich an studentischen Diskussionsrunden und übernahm die Ergebnisse für seine Forschungen. Holzkamp wandte sich nun von seinen früheren Versuchen zur Präzisierung der traditionellen Psychologie ab und versuchte eine grundsätzliche, kritische Neubegründung der Psychologie auf Basis einer marxistischen Gesellschaftstheorie.

## Hochschulpolitische Auseinandersetzungen
Die Diskussionen um die Stellung der Kritischen Psychologie als  marxistische Theorie führten in Berlin als der „Frontstadt des Kalten Krieges“ zu einer heftigen Kampagne der Springer-Presse und anderer bürgerlicher Medien, die Holzkamp und seine Anhänger in den Jahren 1967–1971 stark unter Druck setzte. Die Vorwürfe konzentrierten sich vor allem auf den von Studenten geleiteten „Kinderladen Rote Freiheit“, ein Projekt, für das Holzkamp nominell die  Leitung übernommen hatte. Infolge dieser Auseinandersetzungen nahmen auch die Auseinandersetzungen innerhalb des Psychologischen Instituts an Härte zu.
Nachdem Anfang 1969 unter Zustimmung von Studierenden, wissenschaftlichen Mitarbeitern und Professoren die Satzung des Instituts demokratisiert wurde, hatten alle drei Gruppen gleiche Mitspracherechte am Institut (Drittelparität). Danach kristallisierte sich recht bald heraus, dass Holzkamp und die mit dem Projekt einer Kritischen Psychologie sympathisierenden Studenten und Mitarbeiter eine Mehrheit im Institutsrat hatten. Trotz Kooperationsbereitschaft gegenüber der Fraktion der liberalen Professorenschaft verweigerte diese nach einiger Zeit ihre Mitarbeit und propagierte die Gründung eines eigenen Institutes. Gegen den heftigen Widerstand der Studenten wurde die Spaltung im Jahre 1970 vollzogen. Von nun an gab es an der FU das kritisch-psychologische „Psychologische Institut (PI)“ und das der traditionellen bürgerlichen Psychologie verpflichtete „Institut für Psychologie“. Diese Spaltung war unerfreulich, eröffnete aber die Möglichkeit einer ungestörten Ausarbeitung der Theorie, welche 1983 in Holzkamps Hauptwerk Grundlegung der Psychologie gipfelte.
Der Marxist Holzkamp stieß etwa Mitte der 1970er Jahre als nicht offenes Mitglied zur SEW, die am „PI“ stark vertreten war. Dadurch hatte er es wesentlich leichter, sich mit den großen Psychologen der UdSSR abzustimmen und auch Psychologen aus der DDR zu kontaktieren. Allerdings hielt er auch Distanz zur dortigen Psychologie, deren Mainstream er als dem Fach im Westen zu ähnlich betrachtete. Als sich in der SEW eine Oppositionsströmung Die Klarheit formierte, positionierte sich Klaus Holzkamp indirekt dazu, als er in einem der Organisationsfrage gewidmeten Beitrag auf der „Volksuni“ 1980 des Wolfgang Fritz Haug gegen die Bildung von „informellen Oppositions-Grüppchen“ innerhalb von „fortschrittlichen Organisationen“ argumentierte.

## Holzkamps Werk und seine Nachwirkungen
Die Grundlagen der Kritischen Psychologie nach Holzkamp sind in dem Eintrag Kritische Psychologie nachzulesen. Holzkamp selbst widmete sich nach Vollendung seines Hauptwerkes Grundlegung der Psychologie der Pädagogischen Psychologie und schrieb Lernen, in dem er eine subjektwissenschaftliche Lerntheorie entwickelte, die heute besonders in der Erwachsenenbildung rezipiert wird.
Mit der Zusammenlegung der konkurrierenden Institute im Jahr 1994 wurde das kritische „Psychologische Institut“ praktisch abgewickelt. Die bereits in die Wege geleitete Einsetzung einer Professur für Kritische Psychologie an der FU wurde nie durchgeführt, so dass die Kritische Psychologie ihr institutionelles Zentrum verlor. Dennoch wird sie durchaus noch von einzelnen Vertretern in Deutschland und international gelehrt sowie von Studenten rezipiert. Nach wie vor existiert auch die Zeitschrift Forum Kritische Psychologie, die Raum für wissenschaftliche Diskussionen in und um die Kritische Psychologie bietet. Wilhelm Kempf (Lehrstuhl Methodenlehre Uni Konstanz) zum Beispiel arbeitet seit den 1980er Jahren im Sinn einer empirischen Subjektwissenschaft an der Entwicklung von konkreten Methoden für die psychologische Forschung. Seit 1997 gibt das Berliner Institut für kritische Theorie eine siebenbändige Klaus-Holzkamp-Werkausgabe im Argument Verlag heraus. Zu den Herausgebern im Institut gehören Ute Osterkamp, die mit Klaus Holzkamp verheiratet war, sowie Wolfgang Maiers und Frigga Haug.

## Schriften (Auswahl)
- 1964 Theorie und Experiment in der Psychologie. de Gruyter, Berlin; 2., um ein Nachwort erweiterte Auflage 1981, erneut in: Schriften Bd. 2 Argument, Hamburg 2005, ISBN 3-88619-398-5.
- 1968 Wissenschaft als Handlung. de Gruyter, Berlin; erneut in Schriften Bd. 3, Argument, Hamburg 2006, ISBN 3-88619-399-3.
- 1971 Wissenschaftstheoretische Voraussetzungen kritisch-emanzipatorischer Psychologie. Arbeitstexte-Verlag, Hamburg
- 1972 Kritische Psychologie. Fischer, Frankfurt.
- 1973 Zur Einführung in A. N. Leontjew's „Probleme der Entwicklung des Psychischen“ (mit Volker Schurig).  Athenäum-Verlag, Frankfurt 1973, ISBN 3-8072-4018-7, S. XI–LII.
- 1973 Sinnliche Erkenntnis. Athenäum, Frankfurt, ISBN 3-8072-4100-0; mehrere weitere Auflagen; erneut in Schriften, Bd. 4, Argument, Hamburg 2006, ISBN 978-3-88619-405-6.
- 1983 Grundlegung der Psychologie. 2. Aufl. Campus, Frankfurt 2003
- 1993 Lernen – Subjektwissenschaftliche Grundlegung. Campus, Frankfurt
- 1996 Psychologie: Selbstverständigung über Handlungsbegründungen alltäglicher Lebensführung. In: Forum Kritische Psychologie. Heft 36, ISBN 3-88619-774-3.
- seit 1997 Schriften (Hrsg. Frigga Haug et al.) Im Auftrag des Instituts für Kritische Theorie. Band I-VI. Argument Verlag, Hamburg 1997–2015
  - I: Normierung, Ausgrenzung, Widerstand. 1997, ISBN 3-88619-397-7.
  - II: Theorie und Experiment in der Psychologie. 2005.
  - III: Wissenschaft als Handlung. 2006.
  - IV: Sinnliche Erkenntnis – Historischer Ursprung und gesellschaftliche Funktion der Wahrnehmung. 2006.
  - V: Kontinuität und Bruch – Aufsätze 1970–1972, 2008, ISBN 978-3-88619-406-3.
  - VI: Kritische Psychologie als Subjektwissenschaft. 2015, ISBN 978-3-88619-407-0.
  - VII: Die gesellschaftliche Natur des Menschen – die natürliche Gesellschaftlichkeit des Individuums. Aufsätze 1977–1983. 2020, ISBN 978-3-86754-598-3.